# Fornela dos Mouros
La Fornela dos Mouros (le Four des Maures, en français, également connu sous le nom de dolmen d'Aprazadoiro) est un dolmen situé dans la paroisse de Nande de la commune de Laxe, dans la province de La Corogne, en Galice, en Espagne. Il fait partie du Parc archéologique du mégalithisme de la Costa da Morte.

## Description
La Fornela dos Mouros, datée du Néolithique récent, mesure 2,57 m de long sur 1,35 m de haut. Elle a un plan rectangulaire, encadré par trois orthostates et surmonté d'une dalle de couverture mesurant 2,70 m.

## Analyse
L'édifice est apparenté par sa forme à d'autres constructions mégalithiques de la région comme la Casota de Freáns, dans la municipalité voisine de Vimianzo. Les archéologues s'interrogent sur sa qualification de dolmen en raison de ses petites dimensions et de sa situation dans un endroit rocheux, peu propice aux sépultures. Il s'agit probablement d'un de ces coffres mégalithiques carrés ou rectangulaires, avec une seule dalle de couverture et très soigneusement édifiés, prédécesseurs des coffres funéraires individuels apparus en Galice à partir de l'Âge du bronze.

## Protection
L'édifice a été déclaré Bien d'intérêt culturel en 2011.